# Grunwald (Poznań)
Grunwald – część miasta Poznania, w zachodnim obszarze miasta, podzielona na cztery osiedla samorządowe. Główną częścią Grunwaldu jest północny fragment ul. Grunwaldzkiej, ul. Stanisława Przybyszewskiego oraz rondo Jana Nowaka-Jeziorańskiego.

## Położenie
Historyczny Grunwald znajduje się na północny zachód od Łazarza, na północ od Pogodna, na południe od Ogrodów i Jeżyc, na wschód od Świtu, powstał z luźnych założeń urbanizacji wokół ulicy Grunwaldzkiej od Willi Flora i terenów PeWuKi, Szpitala Heliodora Święcickiego i Ostrorogu.
Według mapy jednostek obszarowych z Systemu Informacji Miejskiej z 2008 r., jednostka Grunwald obejmuje teren między ulicami: H. Święcickiego, Śniadeckich, na północ od E. Orzeszkowej i A. Grottgera, Ułańskiej, St. Wyspiańskiego, W. Reymonta, Grochowskiej, Grunwaldzkiej, na wschód od ul. Zakręt, Szamotulskiej, na południe od Bukowskiej co jest spójne z podziałem historycznym, choć nie obejmuje dawnego osiedla Jana Ostroroga (2009-10), które objęło północną część historycznego Ostrorogu położoną po północnej stronie Grunwaldzkiej. Cały historyczny Grunwald znajduje się w obrębie ewidencyjnym „Łazarz 39”.

## Jednostki pomocnicze miasta
Cztery osiedla samorządowe obejmujące Grunwald:
- Osiedle Grunwald Północ (poza Grunwaldem obejmuje także Świt, Osiedle im. Cyryla Ratajskiego (częściowo), Osiedle ks. Jerzego Popiełuszki)
- Osiedle Grunwald Południe (poza Grunwaldem obejmuje również Pogodno, Kasztelanów (częściowo) w tym też osiedle Abisynia, Raszyn, Osiedle im. Cyryla Ratajskiego (częściowo), Osiedle im. Mikołaja Kopernika)
- Osiedle Stary Grunwald (poza Grunwaldem obejmuje Ostroróg, Osiedle im. Cyryla Ratajskiego (częściowo)).
- Osiedle Św. Łazarz (obejmuje oprócz Łazarza także małą część Grunwaldu z osiedlami takimi jak: Zespół mieszkaniowy przy ul. Przybyszewskiego (rejon ulic: St. Przybyszewskiego, Marcelińska, Niecała i Biała), Osiedle im. Cyryla Ratajskiego (częściowo), City Park Poznań, Osiedle Ułańskie, Zespół mieszkaniowy przy ulicy Skrytej, Kaiser-Wilhelm-Anlage, a również takie ulice jak: Rokietnicka, Zakątek, Arnolda Szylinga, Polna (częściowo), Wojskowa, Stolarska, Ułańska i Iłłakowiczówny oraz Święcickiego)[4].

W latach 1954–1990 obszar Grunwaldu należał do dużej dzielnicy administracyjnej o takiej samej nazwie tj. Grunwald.

## Zabudowa
Mieści się tu Park Manitiusa, Szpital Kliniczny im. Heliodora Święcickiego.
Nazwa dzielnicy mieszkaniowej przyjęła się po II wojnie światowej od ul. Grunwaldzkiej, która otrzymała swoją nazwę w 1919 r. dla upamiętnienia bitwy pod Grunwaldem.
Zespół urbanistyczno-architektoniczny Grunwaldu (jednostka obszarowa nie włączając obszaru od ul. Szamotulskiej do ul. S. Przybyszewskiego) jest objęty ochroną i znajduje się w rejestrze zabytków.
Zabytki:
- Willa Flora (ul. Grunwaldzka 3)
- Kamienica, ul. Grunwaldzka 7, 1897
- Kamienica, ul. Grunwaldzka 15, 1903
- Kamienica, ul. Grunwaldzka 23, 1900–1910

## Oświata, sport, wspólnoty
Na Grunwaldzie funkcjonuje Wojskowy Klub Sportowy „Grunwald” Poznań, który posiada osiem sekcji sportowych.
Placówki oświatowe:
- Szkoła Podstawowa Nr 90 im. hr Władysława Zamoyskiego (ul. J. Chociszewskiego 56),
- Społeczna Szkoła Podstawowa i Społeczne Gimnazjum nr 1 im. św. Urszuli Ledóchowskiej (ul. Grunwaldzka 154)
- I Liceum Ogólnokształcące im. K. Marcinkowskiego (ul. Bukowska 16)
- II Liceum Ogólnokształcące im. Generałowej Zamoyskiej i Heleny Modrzejewskiej (ul. Matejki 8)

## Kultura

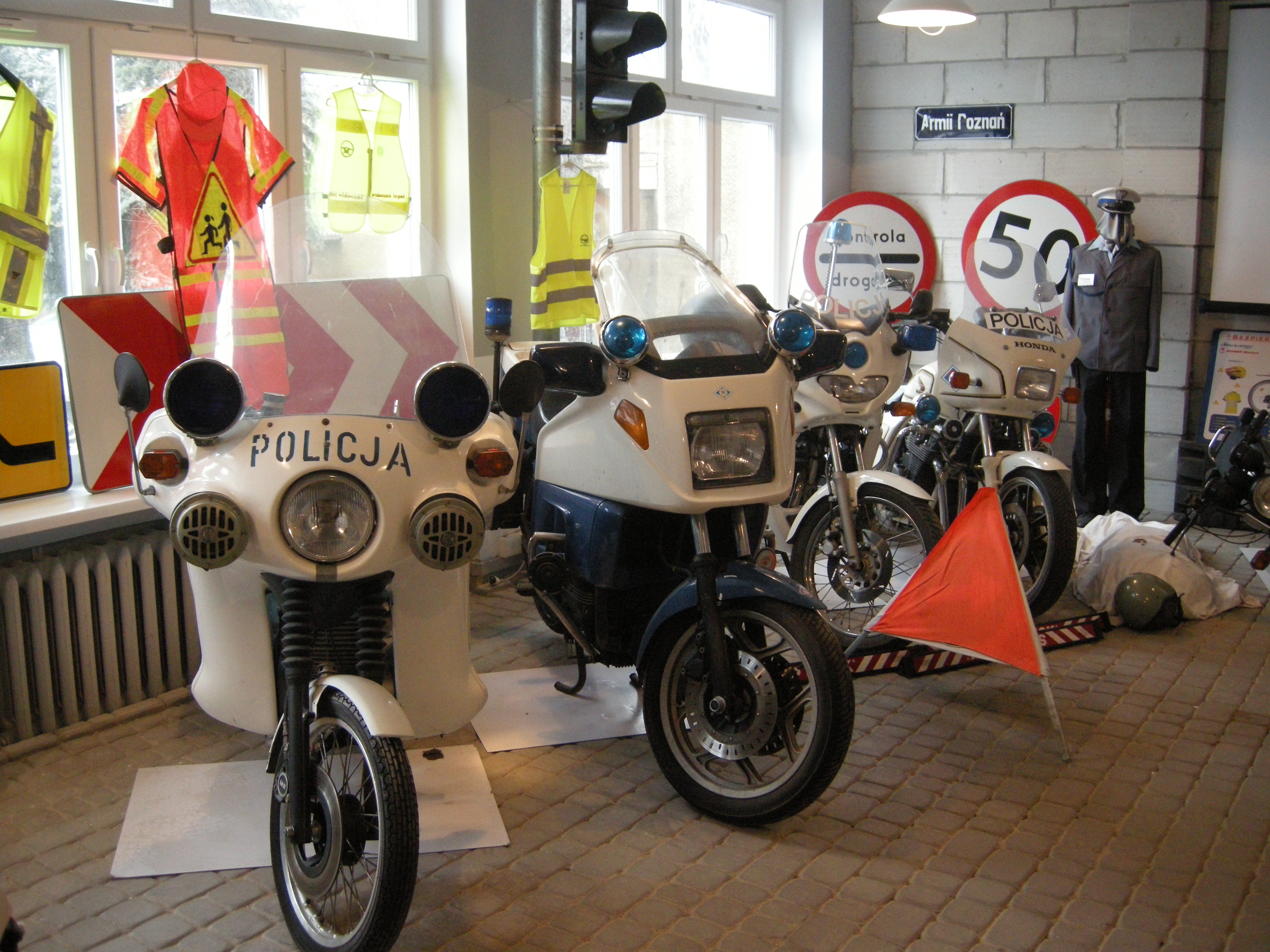
Muzeum Policji

- Teatr Strefa Ciszy (ul. Grunwaldzka 22)
- Kino Olimpia (mieściło się przy ul. Grunwaldzkiej 22, zlikwidowane w 2004 roku)
- Scena Robocza (ul. Grunwaldzka 22)
- Muzeum Policji (ul. Taborowa 22)

## Wspólnoty religijne

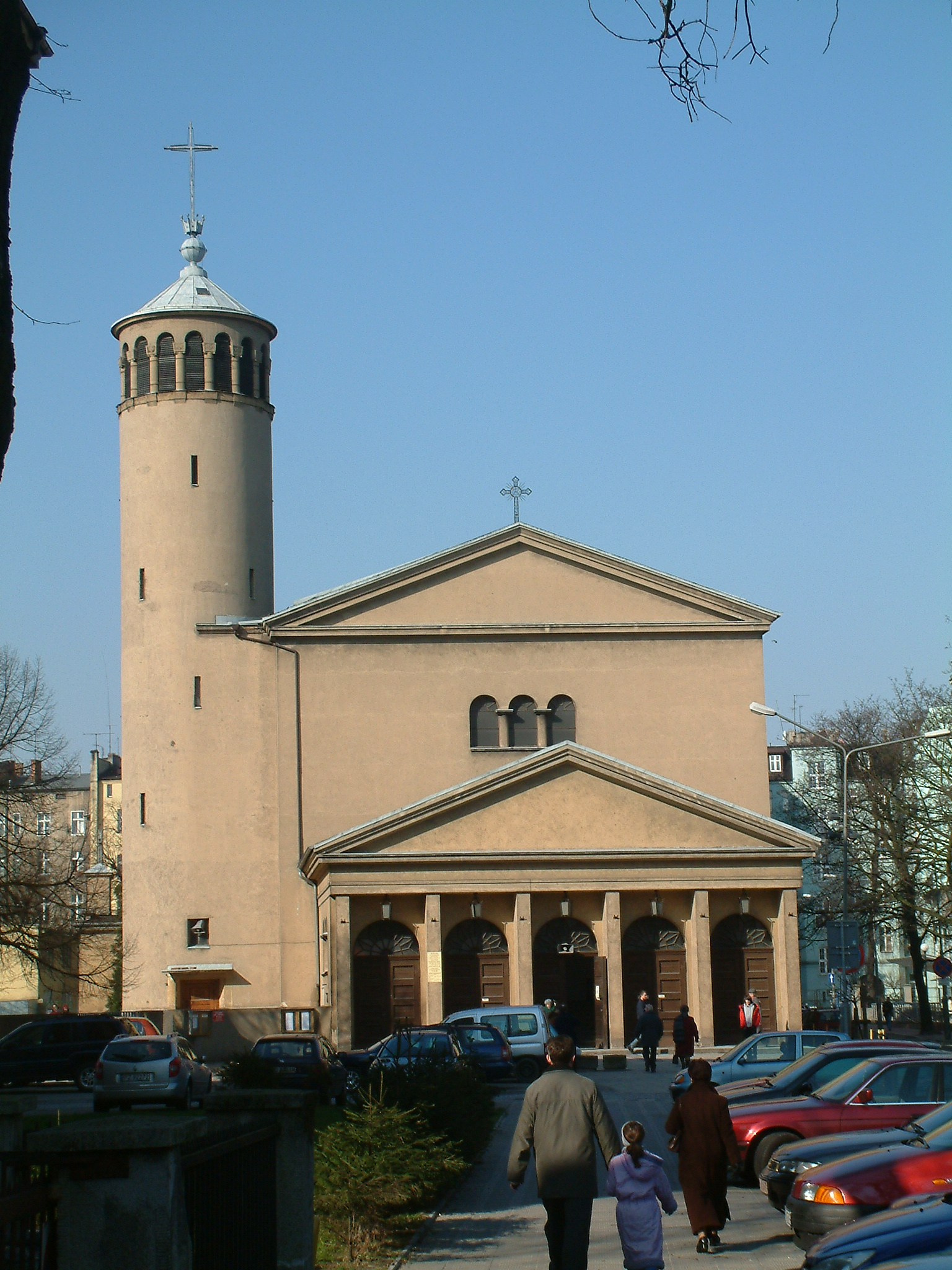
Kościół św. Michała Archanioła

Obszar Grunwaldu obejmuje pięć parafii:
- parafia rzymskokatolicka św. Wawrzyńca
- parafia rzymskokatolicka św. Michała Archanioła
- Parafia Ewangelicko-Augsburska w Poznaniu
- Kaplica I Zboru Chrześcijan Baptystów „Wspólnota Nowego Narodzenia”
- Cerkiew św. Mikołaja

## Bezpieczeństwo
W dzielnicy znajduje się komenda miejska policji oraz Komisariat Policji „Poznań-Grunwald”.

## Zobacz też

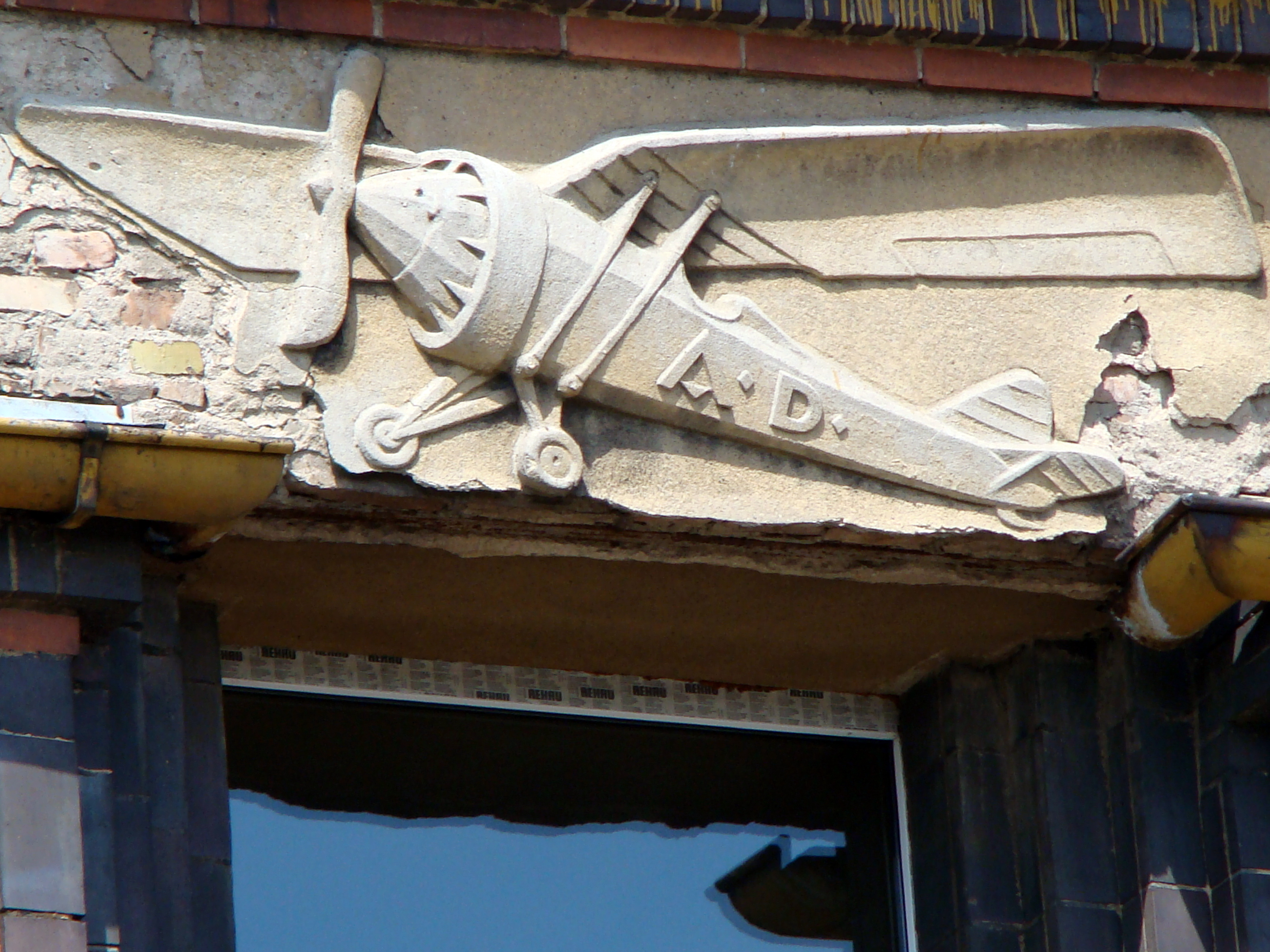
Samolot na elewacji budynku mieszkalnego (ul. Grunwaldzka 41a) (2008)